# Ruppert Archaeopteryx
Ruppert Archaeopteryx je švýcarský ultralehký kluzák, schopný startu rozběhem se svahu.

## Popis
Kluzák je koncipován jako samonosný hornoplošník s nosníkovým trupem s důrazem na nízkou hmotnost konstrukce. Ve své smíšené konstrukci ve velké míře využívá kompozitních materiálů. Je vybaven standardním řízením s řídící pákou na pravé straně kabiny. Při rozběhovém startu (i případném přistání na nohy pilota) používá pilot možnost spřáhnout výchylky směrového kormidla s výchylkami křidélek a po startu přejít na obvyklé řízení, tedy náklon a úhel náběhu řídící pákou a směrové kormidlo nožním řízením. Pro pohodlné přistání je vybaven jednokolovým podvozkem. Ten je využit i pro další možnosti startu, jako je aerovlek, vlek za automobilem i vlek navijákem, případně start gumicukem.
Výhodou při startu a přistání jsou vztlakové/brzdící klapky, které jsou rozšířené o mixování své polohy do výchylky křidélek. Klapky mají i možnost záporného nastavení pro vyšší rychlosti.

## Historie
Vývoj kluzáku začal v roce 1998 na Curyšské univerzitě aplikovaných věd jako výzkumný projekt a první vzlet proběhl v září stejného roku. Na základě prvních zkušeností byl projekt upraven a další zálet byl v březnu následujícího roku. Po dalších úpravách a testování byl v roce 2006 již projekt připraven k dokumentování definitivní podoby pro výrobu. Ta začala v roce 2009 a první kusy byly předány uživatelům v roce 2010.

## Varianty

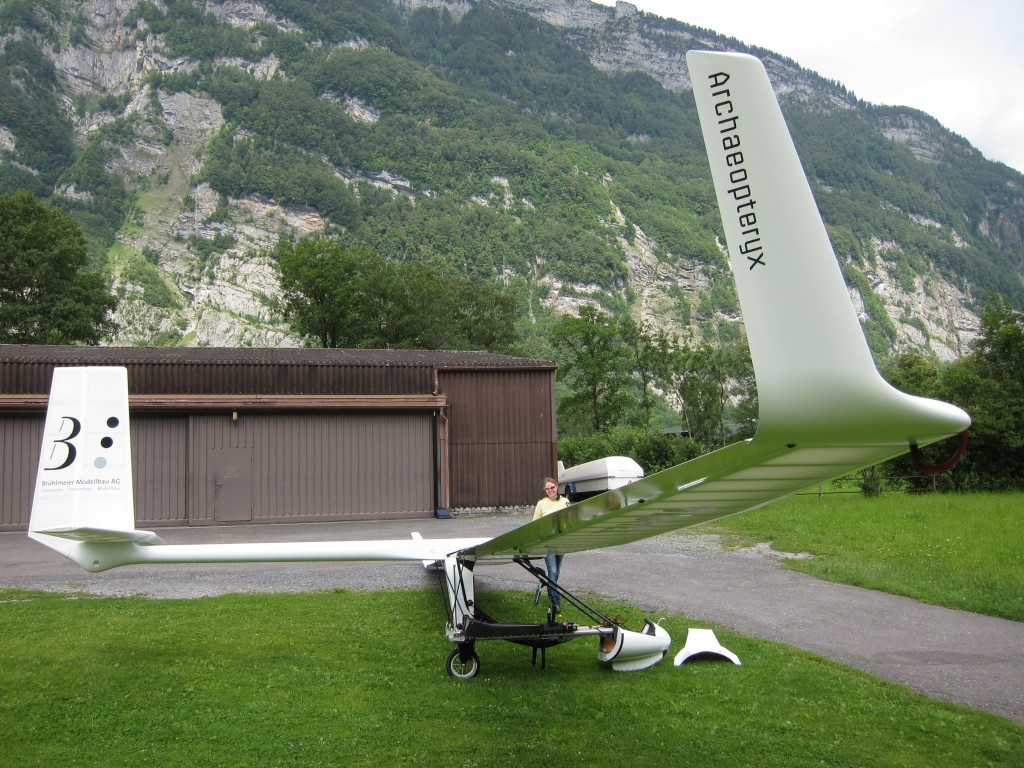
Standard

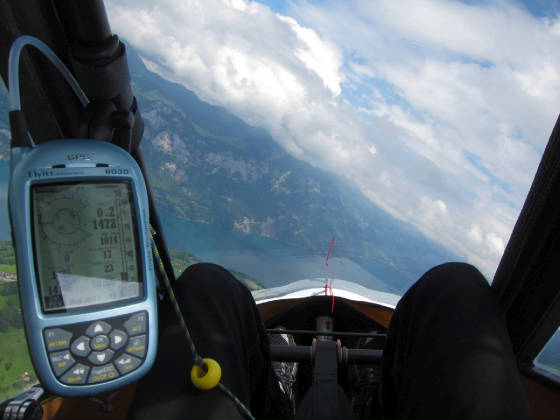
Race

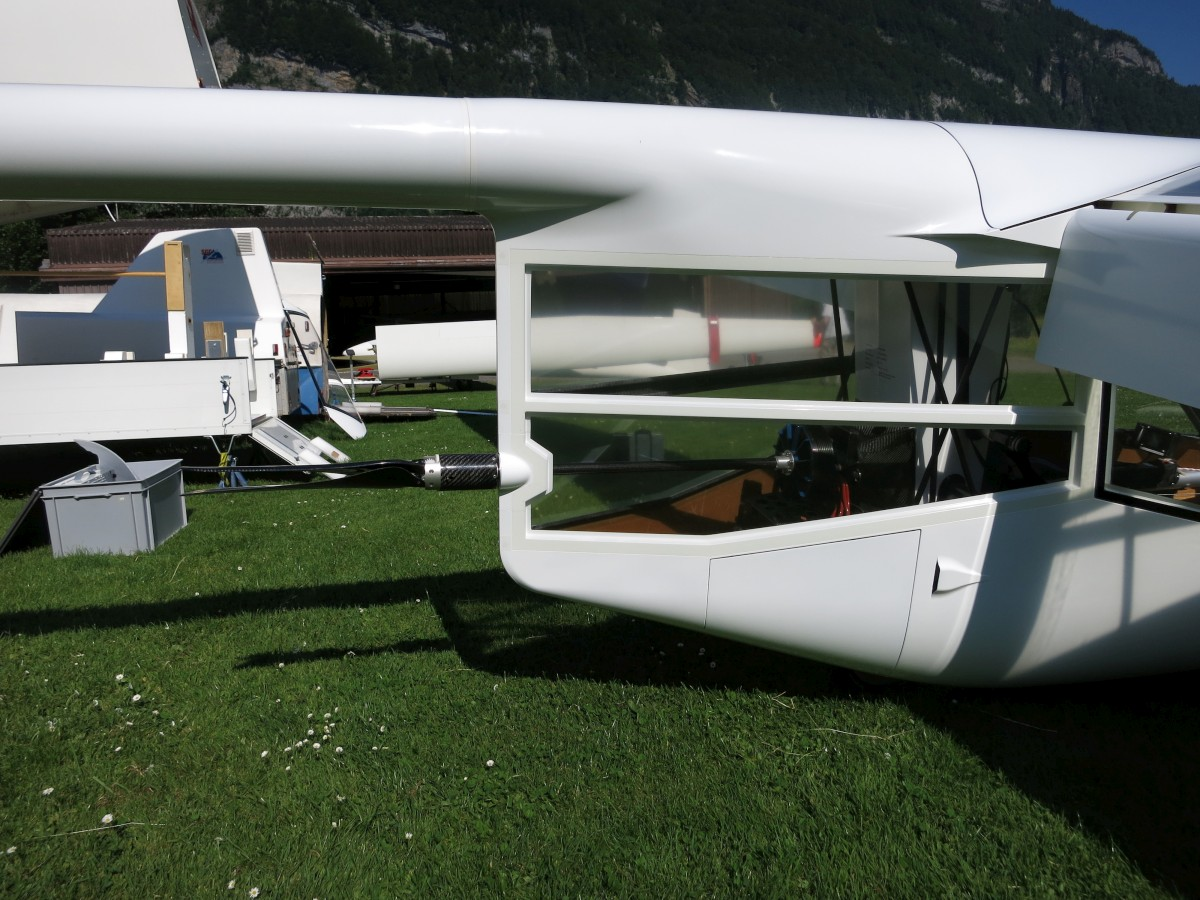
Electro

- Varianta Standard má otevřenou kabinu. Tato varianta prošla i pokusnou instalací 2 elektrických motorů.[3]
- Race je varianta s aerodynamickým krytem kokpitu
- Varianta electro má elektrický pomocný motor v aerodynamickém krytu kokpitu.

## Specifikace

### Technické údaje
- Posádka: 1
- Délka: 5,7 m
- Rozpětí: 13,6 m
- Výška: 2,9 m
- Plocha křídla: 12,8 m²
- Prázdná hmotnost: 54 kg
- Vzletová hmotnost: 160 kg
- Maximální vzletová hmotnost: 191 kg

### Výkony
- Pádová rychlost: 30-39 km/h
- Optimální rychlost: 57,5 km/h
- Maximální rychlost: 130 km/h
- Minimální opadání: 0,5 m/s
- Klouzavost: 28:1 pří 43 km/h [4]